# Baie Kachemak
La baie Kachemak est située en Alaska aux États-Unis, au sud-ouest de la péninsule Kenai dans le borough de la péninsule de Kenai. Longue de 40 milles (64 km), c'est une branche du Golfe de Cook. Les villes et communautés d'Homer, Halibut Cove, Seldovia, Nanwalek Port Graham et Kachemak se trouvent sur ses rives. Elle fait partie du parc d'état de la baie Kachemak.
La baie héberge une importante diversité biologique, due aux courants qui maintiennent les larves et les nutriments à l'intérieur de la baie, apportant ainsi un environnement très fertile à la faune locale.
On y trouve aussi de nombreuses espèces d'oiseaux et de mammifères comme la sauvagine, divers pinnipèdes et autres élans qui fréquentent ses rives.

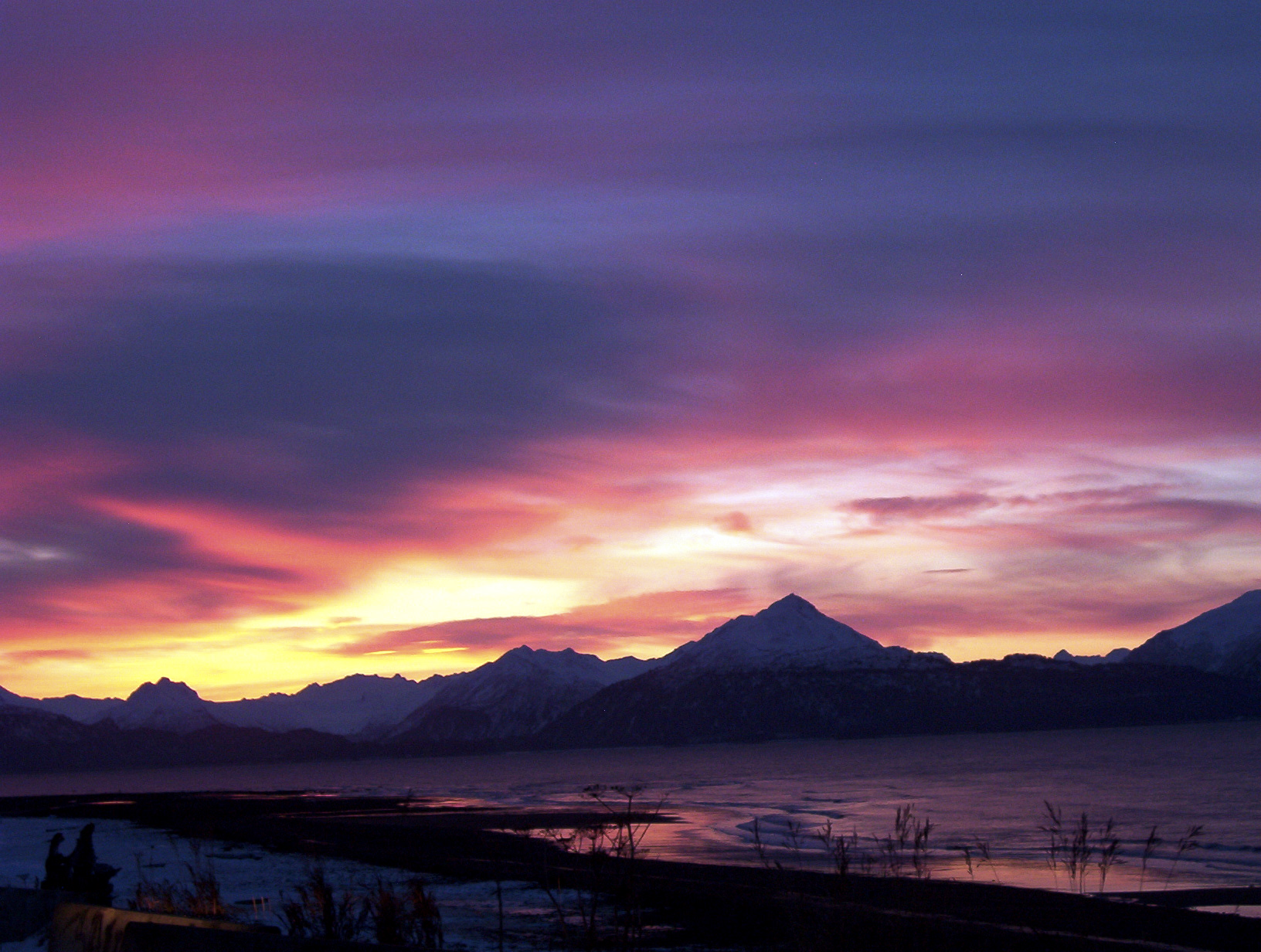
La baie Kachemak au soleil levant

Les marées y ont une grande amplitude.

## Sources
- (en) Cet article est partiellement ou en totalité issu de l’article de Wikipédia en anglais intitulé « Kachemak Bay » (voir la liste des auteurs).